# Ripakkajärvi (Gällivare socken, Lappland)
Ripakkajärvi är en sjö i Gällivare kommun i Lappland och ingår i Kalixälvens huvudavrinningsområde. Sjön har en area på 0,586 kvadratkilometer och ligger 445 meter över havet. Ripakkajärvi ligger i Kaitum fjällurskog Natura 2000-område.

## Delavrinningsområde
Ripakkajärvi ingår i det delavrinningsområde (751162-169621) som SMHI kallar för Utloppet av Ripakkajärvi. Medelhöjden är 453 meter över havet och ytan är 9,92 kvadratkilometer. Det finns inga avrinningsområden uppströms utan avrinningsområdet är högsta punkten. Vattendraget som avvattnar avrinningsområdet har biflödesordning 4, vilket innebär att vattnet flödar genom totalt 4 vattendrag innan det når havet efter 339 kilometer. Avrinningsområdet består mestadels av skog (23 procent) och sankmarker (67 procent). Avrinningsområdet har 0,99 kvadratkilometer vattenytor vilket ger det en sjöprocent på 10 procent.